# Гальжбіївка
Гальжбі́ївка —  село в Україні, у Ямпільській міській громаді Могилів-Подільського району Вінницької області. Населення становить 1359 осіб.
У селі знаходиться гідрологічна пам'ятка природи місцевого значення Гальжбіївські джерела.

## Історія
За часів турецько-татарського володарювання (Польсько-турецькі війни 1672-76 та 1683-99 років) з 1672 по 1699 роки поселення мало назву Хаджибеївка (Хаджибіївка). Внаслідок (після) договорів Карловицького конгресу повернено історичну назву — Гальжбіївка.
7 (20) листопада 1917 року, відповідно до Третього Універсалу Української Центральної Ради, увійшло до складу Української Народної Республіки.
12 червня 2020 року, відповідно до Розпорядження Кабінету Міністрів України № 707-р «Про визначення адміністративних центрів та затвердження територій територіальних громад Вінницької області», увійшло до складу Ямпільської міської громади.
19 липня 2020 року, в результаті адміністративно-територіальної реформи та ліквідації Ямпільського району, село увійшло до складу новоутвореного Могилів-Подільського району.

## Населення
Згідно з переписом УРСР 1989 року чисельність наявного населення села становила 1434 особи, з яких 605 чоловіків та 829 жінок.
За переписом населення України 2001 року в селі мешкало 1349 осіб.

### Мова
Розподіл населення за рідною мовою за даними перепису 2001 року:
| Мова       | Відсоток |
| ---------- | -------- |
| українська | 98,09 %  |
| російська  | 0,81 %   |
| молдовська | 0,66 %   |
| вірменська | 0,29 %   |
| білоруська | 0,15 %   |

## Уродженці
- Камінський Сергій Васильович (1975—2014) — підполковник Повітряних Сил Збройних Сил України, учасник російсько-української війни.
- Лесник Андрій Герасимович (1916—1994) — український металофізик; член-кореспондент НАН України.